# Vosges Matin
Vosges Matin é um jornal diário regional francês particularmente interessado em notícias do departamento de Vosges e de algumas comunas vizinhas de Haute-Saône e Meurthe-et-Moselle. A sua sede fica em Épinal.
A Vosges Matin pertence ao Grupo Ebra, subsidiária do banco Crédit Mutuel.

## Histórico
Lançado em 2 de janeiro de 2009, Vosges-Matin é um jornal diário regional criado por iniciativa do L'Est republican (que comprou o título em 1999) para substituir o La Liberté de l'Est.
Em 16 de novembro de 2016, nasceu uma nova fórmula em formato tabloide. O diário de 64 páginas é dividido em dois cadernos: um geral e um local. Na segunda-feira, o caderno interior é dedicado ao desporto.

## Edições locais
- Edição de la Plaine
- Edição Noturna de Vosges
- Edição de Épinal - Remiremont
- Edição de Saint-Dié - Maciço de Vosges

## Galeria

Logotipo antigo até outubro de 2022.
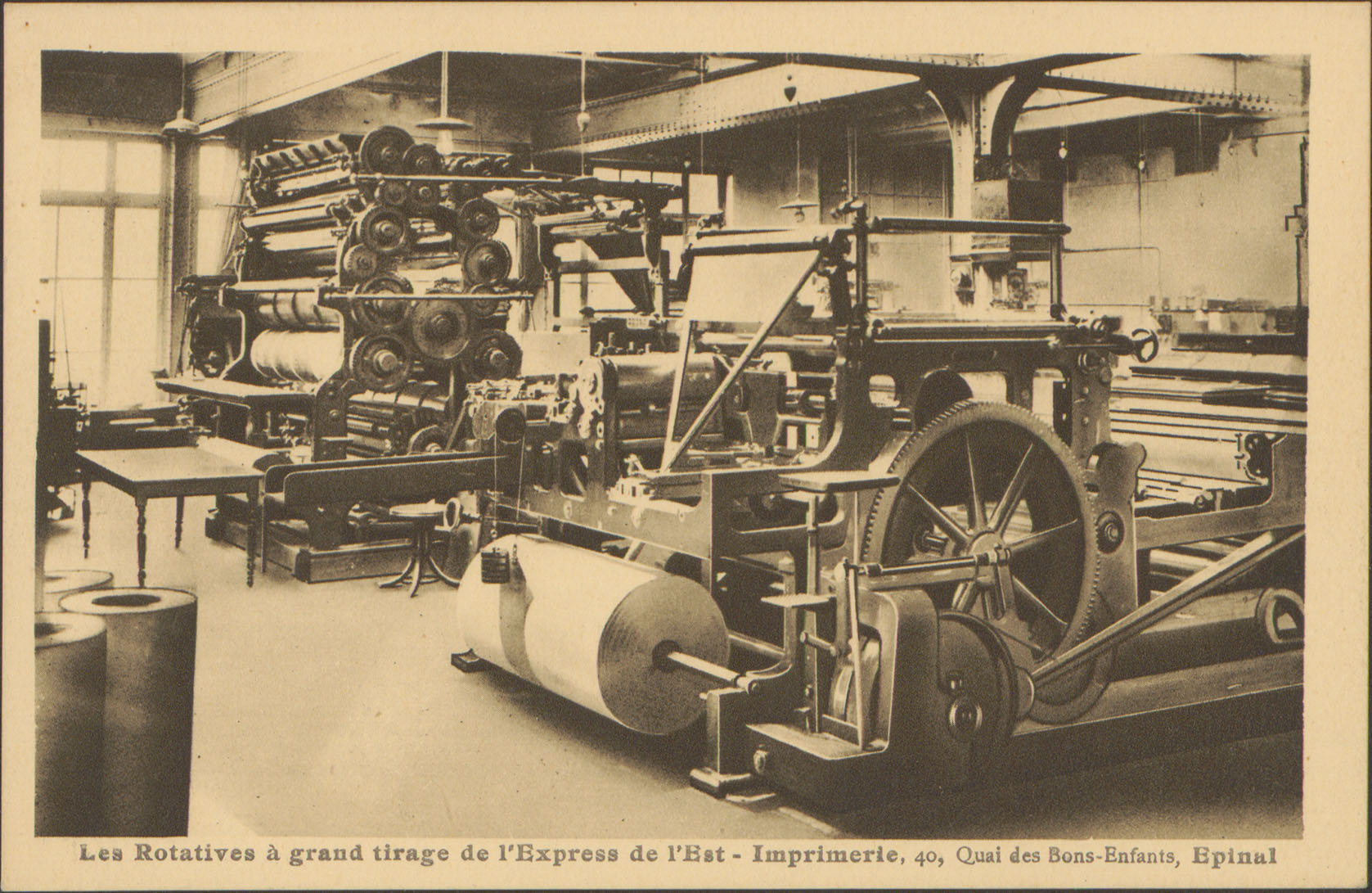
Express de l'Est rotaries, 40, quai des Bons-Enfants, em Épinal.
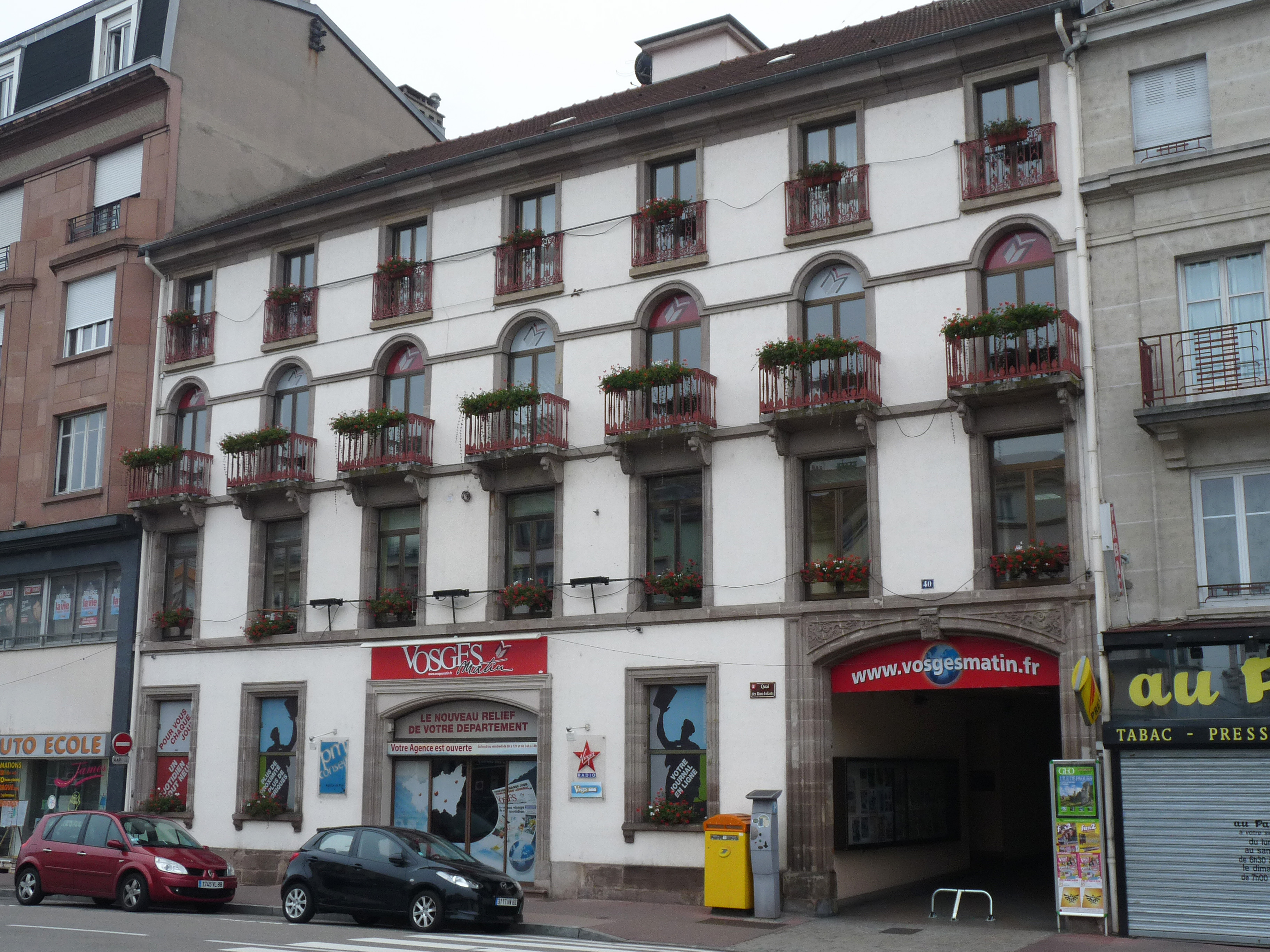
Atual sede da Vosges Matin em 40, quai des Bons-Enfants em Épinal.